# Système éducatif de l'empire du Japon

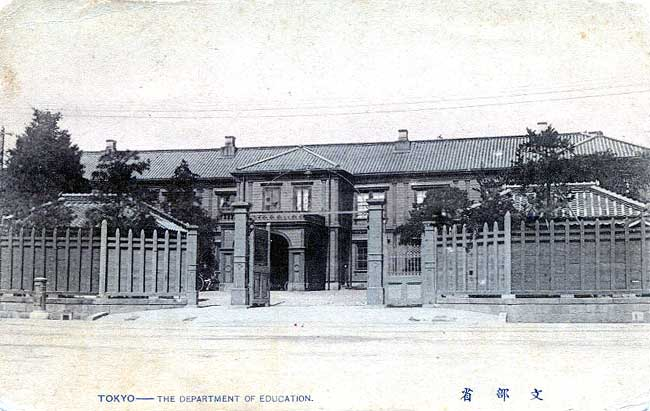
Ministère japonais de l'Éducation, vers 1890.

Le système éducatif de l'empire du Japon fut une priorité pour le gouvernement de Meiji car ses dirigeants réalisaient la nécessité urgente d'établir une éducation publique afin de moderniser et d'occidentaliser le Japon. Des missions à l'étranger comme la mission Iwakura furent envoyées pour étudier les systèmes d'éducation des pays occidentaux.

## Politique éducative durant l'ère Meiji (1868-1912)

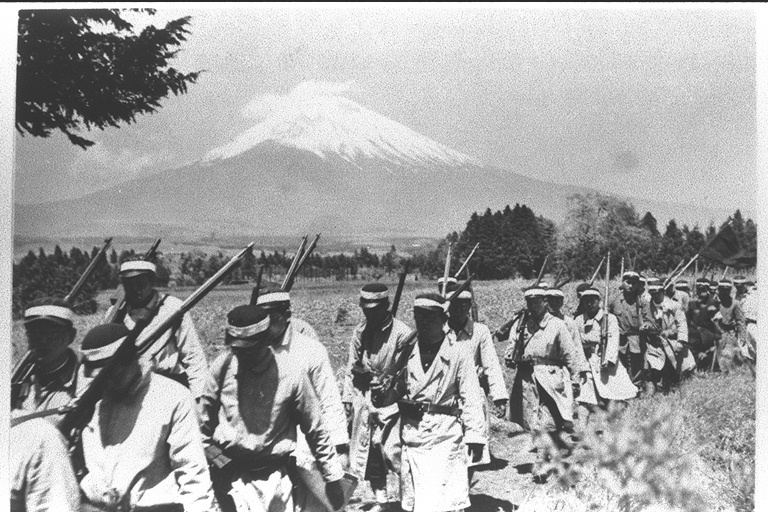
Cours d'entraînement militaire à l'université Keiō.

En 1871, le ministère japonais de l'Éducation fut fondé, en même temps qu'un système éducatif fondé sur le modèle de celui des États-Unis qui favorisait un programme utile mais avec un système d'administration scolaire dérivé de celui de la France. Avec l'aide de conseillers étrangers, comme David Murray et Marion McCarrell Scott, des écoles pour former des instituteurs furent aussi créées dans chaque préfecture. D'autres conseillers, comme George Adams Leland, furent aussi recrutés pour concevoir des cursus scolaires spécifiques.
Les écoles privées des temples bouddhistes (terakoya) et des associations de voisinage furent nationalisées en écoles élémentaires. Les écoles des domaines féodaux dirigées par les gouverneurs provinciaux (daimyo) devinrent des écoles secondaires et l'académie du shogunat Tokugawa fut la base de l'université impériale de Tokyo.
Le gouvernement ajouta cependant un type d'éducation qui mettait l'accent sur le conservatisme et les valeurs japonaises traditionnelles. Les préceptes confucéens furent favorisés, en particulier ceux relatifs à la hiérarchie des relations humaines, le dévouement à l'État, la poursuite de l'apprentissage et la morale. Ces idéaux, notifiés dans le rescrit impérial sur l'éducation de 1890, en plus d'un fort contrôle gouvernemental, guidèrent l'éducation japonaise jusqu'à la fin de la Seconde Guerre mondiale.
En décembre 1885, un système de cabinet fut instauré et Arinori Mori devint le premier ministre japonais de l'Éducation. Avec Kowashi Inoue, il mit en place les bases du système éducatif de l'empire du Japon en émettant une série de décrets à partir de 1886. Ces lois établirent un système d'écoles élémentaires, d'écoles secondaires, d'écoles normales et d'universités impériales.
Les écoles élémentaires devinrent obligatoires en 1872 et visaient à créer de loyaux sujets de l'empereur. Les écoles secondaires étaient des écoles pour préparer les étudiants à entrer dans l'une des universités impériales et celles-ci visaient à créer des dirigeants occidentalisés qui seraient en mesure de moderniser le Japon.
Avec l'augmentation de l'industrialisation du Japon, il y eut de plus en plus de demandes pour les études supérieures et les formations professionnelles. Kowashi Inoue, qui succéda à Mori en tant que ministre de l'Éducation, établit des écoles professionnelles publiques et promut l'éducation des femmes pour un système éducatif non mixte.
La durée de l'instruction obligatoire fut étendue à six ans en 1907. Selon les nouvelles lois, les manuels scolaires ne pouvaient être émis sans l'approbation du ministère de l'Éducation. Le système scolaire fut centré sur l'éducation morale (visant surtout  inculquer le patriotisme), les mathématiques, la lecture et l'écriture, la calligraphie japonaise, l'histoire du Japon, la géographie, les sciences, le dessin, le chant, et l'éducation physique. Tous les enfants du même âge apprenaient avec les mêmes manuels.

## De 1912 à 1937

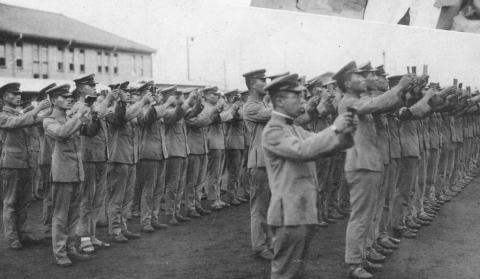
Lecture quotidienne du rescrit impérial aux soldats et aux marins à l'académie militaire, 1939.

Durant l'ère Taishō et le début de l'ère Shōwa de 1912 à 1937, le système éducatif du Japon devint de plus en plus centralisé. De 1917 à 1919, le gouvernement créa le conseil extraordinaire d'éducation (臨時教育会議, Rinji Kyōiku Kaigi) qui publia de nombreux rapports et recommandations pour une réforme de l'éducation. L'un des principaux sujets du conseil était les études supérieures. Vers 1918, le terme « université » était synonyme d'« université impériale » mais à la suite de la création du conseil, beaucoup d'universités privées furent reconnues officiellement. Le conseil inaugura aussi des subventions pour les familles trop pauvres pour payer les frais de scolarité de l'éducation obligatoire, et mit davantage l'accent sur l'éducation morale. 
Durant cette période, de nouveaux courants sociaux, comme le communisme, l'anarchisme, le socialisme et le libéralisme, exercèrent de l'influence sur les professeurs et les méthodes d'éducation. Le Mouvement pour une nouvelle éducation (新教育運動, Shin Kyōiku Undō) mena des syndicats d'enseignants et des mouvements étudiants à protester contre le système éducatif nationaliste. Le gouvernement répondit en exerçant plus de répression et en s'inspirant du modèle allemand pour accroître l'esprit patriotique et intensifier la militarisation du Japon. Le rescrit impérial aux soldats et aux marins devint une lecture obligatoire pour les étudiants durant cette période.
Des écoles spécialisées pour les aveugles et pour les sourds furent fondées à partir de 1878 et furent réglementées et standardisées par le gouvernement avec la loi sur les écoles pour les aveugles, sourds et muets de 1926. Les personnes aveugles furent encouragés vers des vocations dans le massage, l'acupuncture, la physiothérapie ou le métier d'accordeur de pianos.

## Période de 1937 à 1945

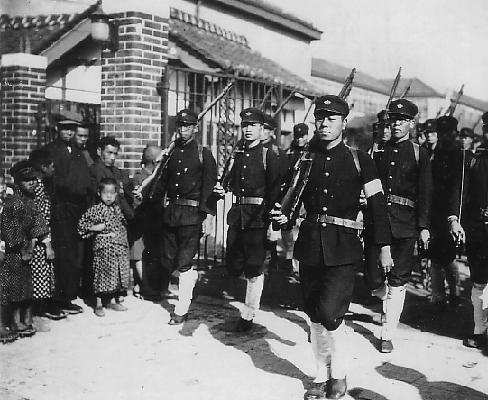
Cours d'entrainement militaire à l'école de commerce d'Osaka.

Après l'incident de Mukden de 1931, le système éducatif national devint encore plus nationaliste et à la suite du déclenchement de la seconde guerre sino-japonaise en 1937, il devint plus militariste et subit l'influence du ministre de l'Éducation ultranationaliste Sadao Araki.
En 1941, les écoles élémentaires furent renommées Écoles nationales du Peuple (國民學校, Kokumin Gakkō) et les étudiants furent tenus d'assister aux cours des Écoles de la jeunesse (青年学校, Seinen Gakkō) à vocation de formation professionnelle, qui mélangeaient l'entrainement militaire de base (des garçons) à la gestion domestique (des filles). Les Seinen Gakkō donnaient aussi des cours de nuit de travail pour les garçons et les filles.
Les écoles normales furent renommées Écoles spécialisées (専門学校, Senmon Gakkō) et furent souvent affiliées à une université. Les Senmon Gakkō enseignaient la médecine, le droit, l'économie, le commerce, l'agronomie, l'ingénierie et la gestion commerciale. Le but des Senmon Gakkō était de produire une classe professionnelle plutôt qu'une élite intellectuelle. Dans la période d'avant-guerre, toutes les écoles supérieures pour femmes étaient des Senmon Gakkō.
Après le début de la guerre du Pacifique en 1941, l'endoctrinement nationaliste et militariste fut renforcé. Les manuels comme le Kokutai no hongi devinrent obligatoires. Le principal objectif de l'éducation était d'enseigner les valeurs politiques nationales traditionnelles, la religion et la morale. C'était ce qui prévalait pendant l'ère Meiji. L'État japonais avait une organisation moderne mais conservait des particularités nationales. L'accent était mis sur le culte de l'empereur et la loyauté, les plus importantes valeurs de la nation, et l'importance des anciennes vertus militaires.
Après la défaite de 1945, les missions éducatives américaines en 1946 puis en 1950, sous la direction des forces alliées, abolirent l'ancien système éducatif et fondèrent celui du Japon d'après-guerre.

## Source de la traduction
- (en) Cet article est partiellement ou en totalité issu de l’article de Wikipédia en anglais intitulé « Education in the Empire of Japan » (voir la liste des auteurs).